# Phoma concentrica
Phoma concentrica är en lavart som beskrevs av Sacc. 1880. Phoma concentrica ingår i släktet Phoma, ordningen Pleosporales, klassen Dothideomycetes, divisionen sporsäcksvampar och riket svampar.   Inga underarter finns listade i Catalogue of Life.